# Nitidoguina rectoidula
Nitidoguina rectoidula är en insektsart som beskrevs av Young 1986. Nitidoguina rectoidula ingår i släktet Nitidoguina och familjen dvärgstritar. Inga underarter finns listade i Catalogue of Life.